# Frauenberger und Duschlberger Wald
Der Frauenberger und Duschlberger Wald ist ein 21,049 km² großes gemeindefreies Gebiet im Landkreis Freyung-Grafenau in Bayern. Namensgebende Orte sind Frauenberg (Gemeinde Haidmühle) und Duschlberg (Gemeinde Neureichenau).

## Geographie
Das Forstgebiet im Osten des Landkreises Freyung-Grafenau ist weitgehend unbewohnt und grenzt an die Tschechische Republik. Es besteht aus zwei durch einen Weg getrennten Gebietsteilen: dem Duschlberger Wald im Westen und dem Frauenberger Wald im Osten. Die Fläche des trennenden Fahrwegs gehört zu Haidmühle. Der Duschlberger Wald umgibt zwei Exklaven der Gemeinde Grainet und vier Exklaven der Gemeinde Haidmühle, Gemarkung Frauenberg (Ohmüllerraumreut, Schneiderwiesen, Glashüttenraumreut, Boldlraumreut). Der Frauenberger Wald umgibt zwei Exklaven der Gemeinde Haidmühle, Gemarkung Frauenberg (bei Sägmühle am Kreuzbach und bei der Kreuzbachklause einen guten Kilometer oberhalb davon am gleichen Gewässer).

## Geotope
Im Schönbrunner Wald befinden sich einige vom Bayerischen Landesamt für Umwelt (LfU) ausgewiesene Geotope.
- Grübenfeld an der Kalten Moldau (272G005)
- Sandgrube beim Brennfilz SW von Haidmühle (272A013)